# Balsareny
Balsareny es un municipio situado en la comarca del Bages y en la provincia de Barcelona (España). Limita al norte con el municipio de Navás, al este con Gayá, al sur con Sallent de Llobregat y al oeste con Castellnou de Bages. El censo del 1 de enero de 2008 contaba con 3505 habitantes. Hasta mediados del siglo XIX se denominaba Valsareny.

## Historia
Los restos más antiguos de Balsareny datan de hace 4000 años, es decir, del 2000 a. C.
- En el año 951 Balsareny aparece en documentos carolíngios bajo el nombre de Balceringia. También están documentadas en el siglo X las primeras iglesias del municipio.

- En el siglo XIX, la población soportó el asedio del sanguinario militar carlista francés Charles d’Espagnac (Carlos de España).

- En este municipio nació el 16 de febrero de 1928 el religioso Pedro Casaldáliga.

## Demografía
Balsareny cuenta con una población de 3328 habitantes (INE 2024).
| Gráfica de evolución demográfica de Balsareny entre 1842 y 2021                                                                                                   |
| |
| Población de derecho según los censos de población del INE. Población de hecho según los censos de población del INE.En este censo se denominaba Valsareny: 1842. |

## Fiestas populares
- Fiesta de los Arrieros (en catalán, Festa dels Traginers). Declarada fiesta de interés Turístico en 1970.
- Fiesta de San Marcos.

## Edificios históricos y monumentos
- El Castillo de Balsareny: Situado en la parte más alta del Municipio, destaca por sus líneas rectas y su forma pentagonal. Está documentada su existencia desde el año 900. Sus primeros señores fueron, probablemente, el obispo de Vich, Guillermo de Balsareny, y Ramón de Peguera. Actualmente el castillo es propiedad de los marqueses de Alós.
- Fortín carlista: Conocido coloquialmente como "el castell dels moros (el castillo de los moros)" por su relación con la invasión islámica de la región.